# Arts décoratifs
Pour les articles homonymes, voir Arts décoratifs (homonymie) et Art déco.
Les arts décoratifs sont pratiqués par les métiers d'art traditionnellement définis par leurs productions ornementales et fonctionnelles, par les techniques utilisées et par les matériaux auxquels ils donnent forme : la céramique, le bois, le verre, le métal, le textile, le stuc ou la pierre, voire la pierre précieuse.

## Éléments de définition: perspectives historiques
En France, le concept apparaît dans les années 1840, et s'exprime au singulier : la littérature, la presse parle d'« art décoratif », sans connotation péjorative, pour distinguer certaines réalisations liées aux aménagements internes à un bâtiment ainsi qu'à ses différents mobiliers. Ainsi quand le style troubadour, lié à la vogue romantique, devient à la mode, le regard se porte sur l'art décoratif lié aux XIVe-XVIe siècles — ou, du moins, tel que l'on se l'imaginait en ce temps. 
En 1864, est créée l'Union centrale des beaux-arts appliqués à l’industrie.
Vers la fin des années 1860, et notamment au cours de l'exposition universelle de Paris en 1867, il est question des « arts décoratifs », au pluriel. Ce glissement sémantique n'est pas anodin. Il témoigne d'une prise de conscience culturelle, économique et donc politique : le goût français, à travers les objets produits et le savoir-faire, s'exporte, cette exposition devient une vitrine pour des créations aussi bien étrangères, c'est donc un lieu d'échange et de confrontation, en lien avec les artisanats d'art du monde entier. Et il en est de même par exemple en Grande-Bretagne, en Allemagne, et plus tard aux États-Unis, à travers des expositions idoines.
C'est ainsi qu'une Société du Musée des arts décoratifs fondée à Paris en 1877, vient concurrencer l'Union centrale des beaux‐arts appliqués à l'industrie : les deux entités fusionnent et deviennent d'utilité publique en 1882. Elle vont mettre en liens industriels, créateurs, galeries et clients, en exploitant comme principale vitrine promotionnelle, les expositions internationales, puis spécialisées, et enfin, constituer un lieu d'exposition, de conservation, de rencontre et de réflexion, au pavillon de Marsan, ancêtre du musée des Arts décoratifs de Paris. Dans le même élan et au même moment, des galeries naissent à Paris, Londres, Vienne, Berlin, Bruxelles, qui promeuvent à la fois des créations originales et des objets d'importation liés à des cultures non-occidentales (la vogue du japonisme, par exemple, aura un impact considérable). Ce mouvement de fond va s'étendre à des centres de production industriels comme Lyon, Nancy, Glasgow, Turin, et participe largement à ce qui sera appelé l'Art nouveau.
Les arts décoratifs sont souvent opposés aux beaux-arts (c'est-à-dire l'architecture, la peinture, le dessin, la photographie, la sculpture…) et aux arts appliqués[réf. nécessaire] (comme la mode ou le design). Ils ont aussi été appelé à certaines périodes arts appliqués ou arts mécaniques. Longtemps, ils ont été classés dans les arts mineurs, contrairement aux disciplines des beaux-arts.
La distinction entre art décoratif et bel art est surtout fondée sur la fonctionnalité, les intentions, l'importance, le statut d'œuvre unique ou de production liée à un seul artiste. Les produits des arts décoratifs, ou ameublement, peuvent être mobiles (par exemple les lampes) ou fixes (par exemple le papier peint). Les éléments décoratifs s'insèrent dans la vie quotidienne ; ils peuvent être du mobilier, des boiseries, des tapisseries, des bijoux, etc. En cela, selon Roger Caratini en 1978, ils peuvent avoir une influence notable sur la formation de la « conscience esthétique ».
Ce champ des arts inclut tous les artisanats de l'architecture d'intérieur et de la décoration d'intérieur — les deux expressions sont en français devenues synonymes —, comme le mobilier et l'ameublement, et peuvent être reliés aux fonctions de designer.

## Galerie

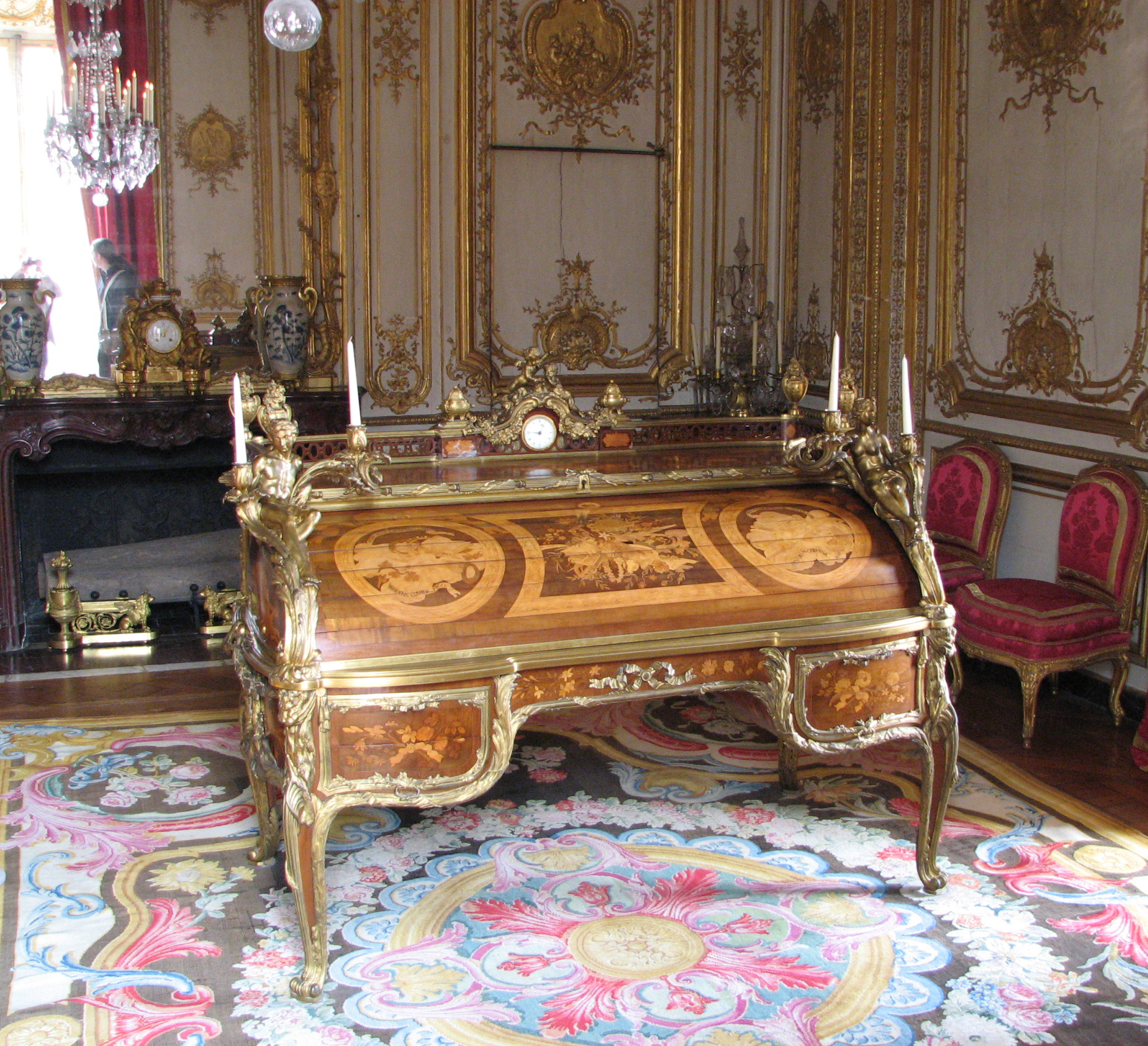
Bureau à cylindre du roi Louis XV, commencé par Jean-François Oeben et achevé par Jean-Henri Riesener (avant 1769, château de Versailles).
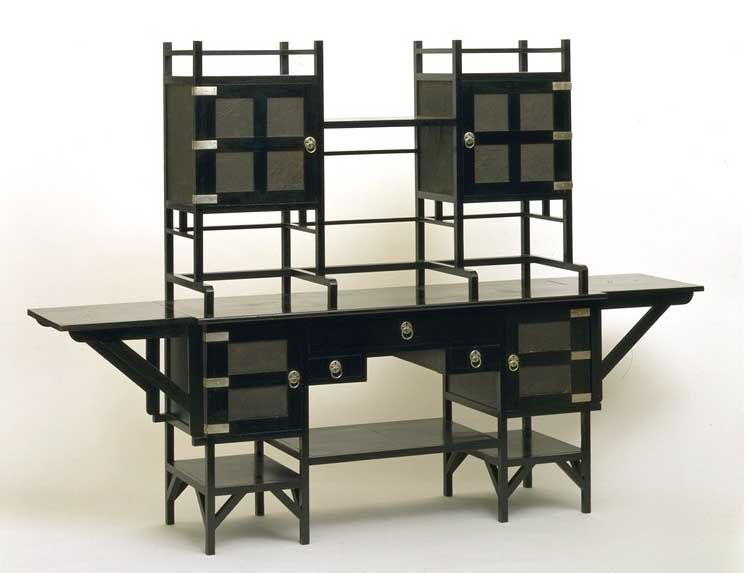
Buffet conçu par Edward William Godwin (en) (Londres, 1867-1870), Victoria & Albert Museum.
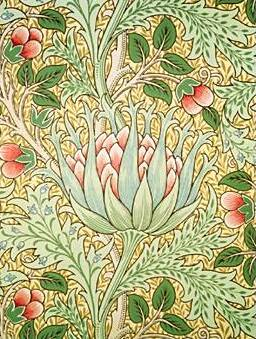
Motifs pour papier peint (avant 1900) par William Morris & Co. (Londres).
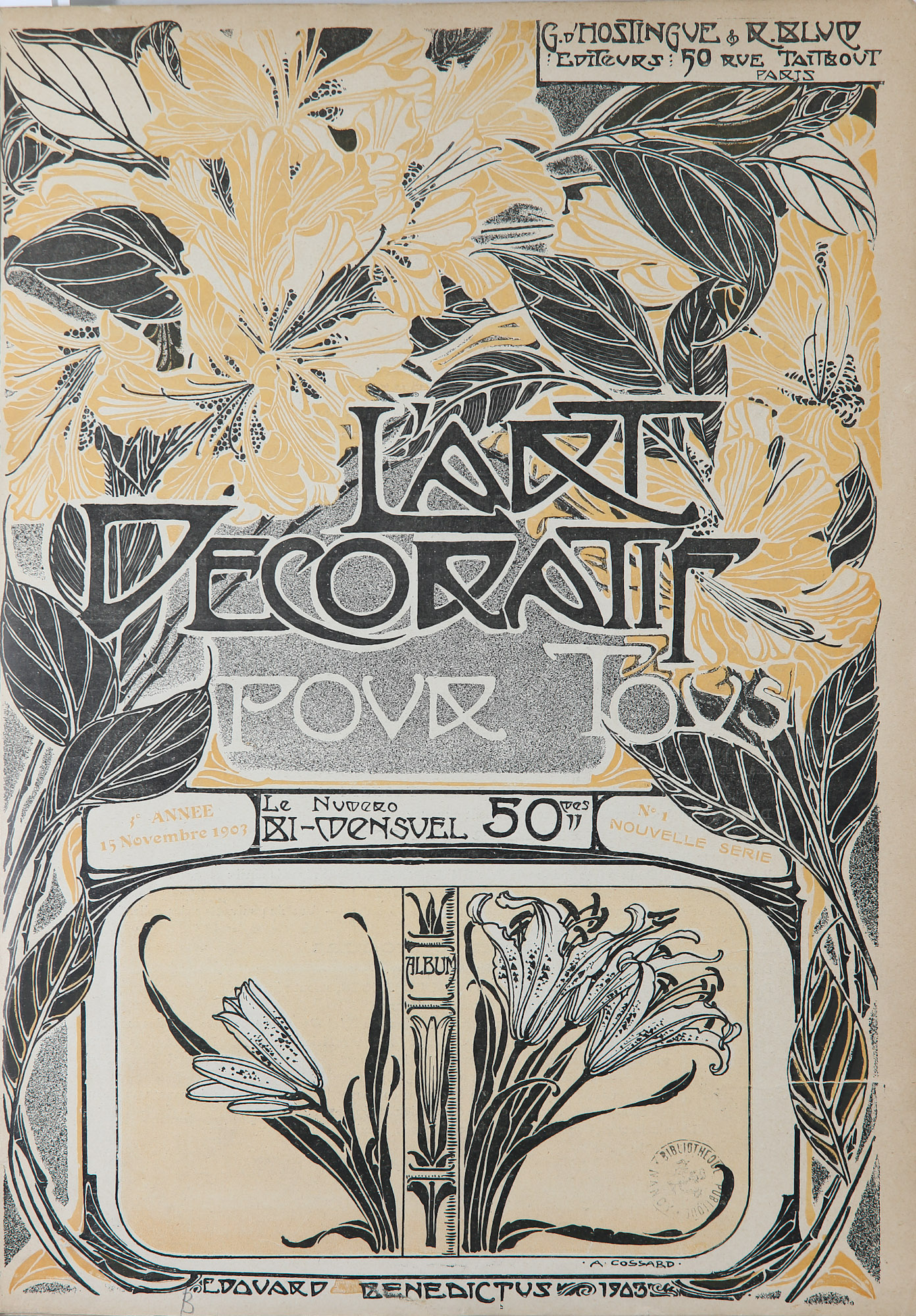
L'Art décoratif pour tous, revue lancée en 1903 à Paris par Édouard Bénédictus.
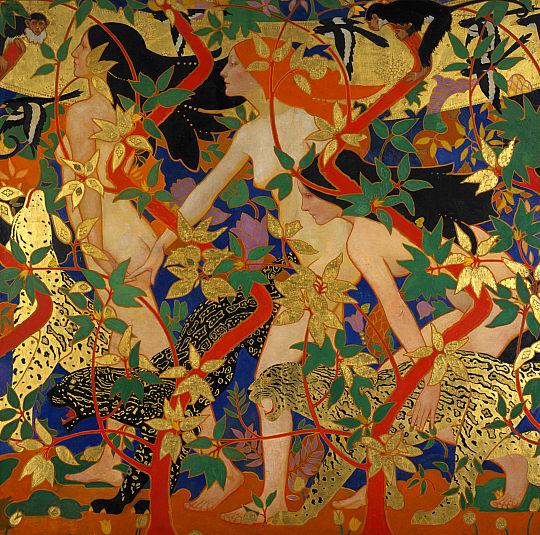
Panneau mural décoratif (Diane et ses nymphes), créé vers 1926 pour un salon de thé à Édimbourg, Crawford's Tea Rooms. Cette œuvre est conservée à la National Gallery of Scotland.
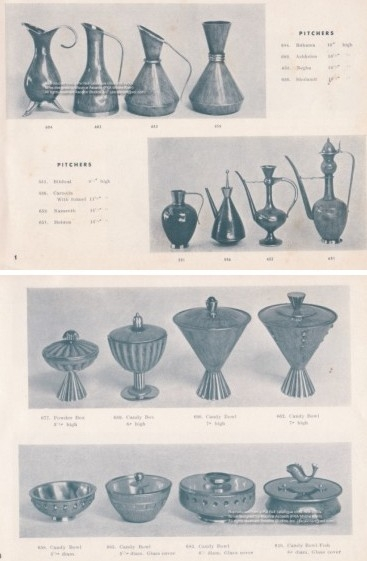
Travail du métal décoratif dans le style Art déco de Maurice Ascalon, édité par Pal-Bell dans les années 1940.

## Expositions notables et représentations

### Philatélie
En 1924 et 1925, la Poste française émet une série de six timbres à l'occasion de l'exposition internationale des Arts décoratifs à Paris de 1925. Un timbre à 10 centimes de franc français, vert-noir et jaune, un à 15 centimes bleu-vert et vert et 2 à 25 centimes, le premier violet-brun et lilas-brun, le second gris-bleu et violet dont les visuels sont repris pour une nouvelle valeur à 75 centimes avec de nouvelles couleurs ; le premier gris et outremer et le second bleu-foncé et bleu.